# Північно-Східний департамент
Північно-Східний департамент Гаїті (фр. Le département du Nord-Est, гаїт. креол. Nòdès) — один з 10 департаментів Гаїті.
Площа 1805 км², населення 358 277 (2009 рік). Адміністративний центр — місто Фор-Ліберте. Межує на сході з Домініканською республікою.

## Округи та комуни
У департамент входить 4 округи та 13 комун:
- Фор-Ліберте
  - Фор-Ліберте (Fort-Liberté)
  - Перше (Perches)
  - Ферріє (Ferrier)
- Уанамент
  - Уанамент (Ouanaminthe)
  - Капотиль (Capotille)
  - Мон-Органіс (Mont-Organisé)
- Тру-дю-Нор
  - Тру-дю-Нор (Trou-du-Nord)
  - Карасоль (Caracol)
  - Сент-Сюзанн (Sainte-Suzanne)
  - Терріє-Руж (Terrier-Rouge)
- Вальєр
  - Терріє-Руж (Terrier-Rouge)
  - Карис (Carice)
  - Момбен-Крош (Mombin-Croch)

| Гаїті | Це незавершена стаття з географії Гаїті. Ви можете допомогти проєкту, виправивши або дописавши її. |